# Edward Burne-Jones
Edward Burne-Jones, Sir Edward Coley 1st Baronet (Birmingham, 1833. augusztus 28. – London, 1898. június 17.) angol preraffaelita festő és iparművész. Iskolát teremtett. Üvegfestészettel is foglalkozott.

## Életpályája

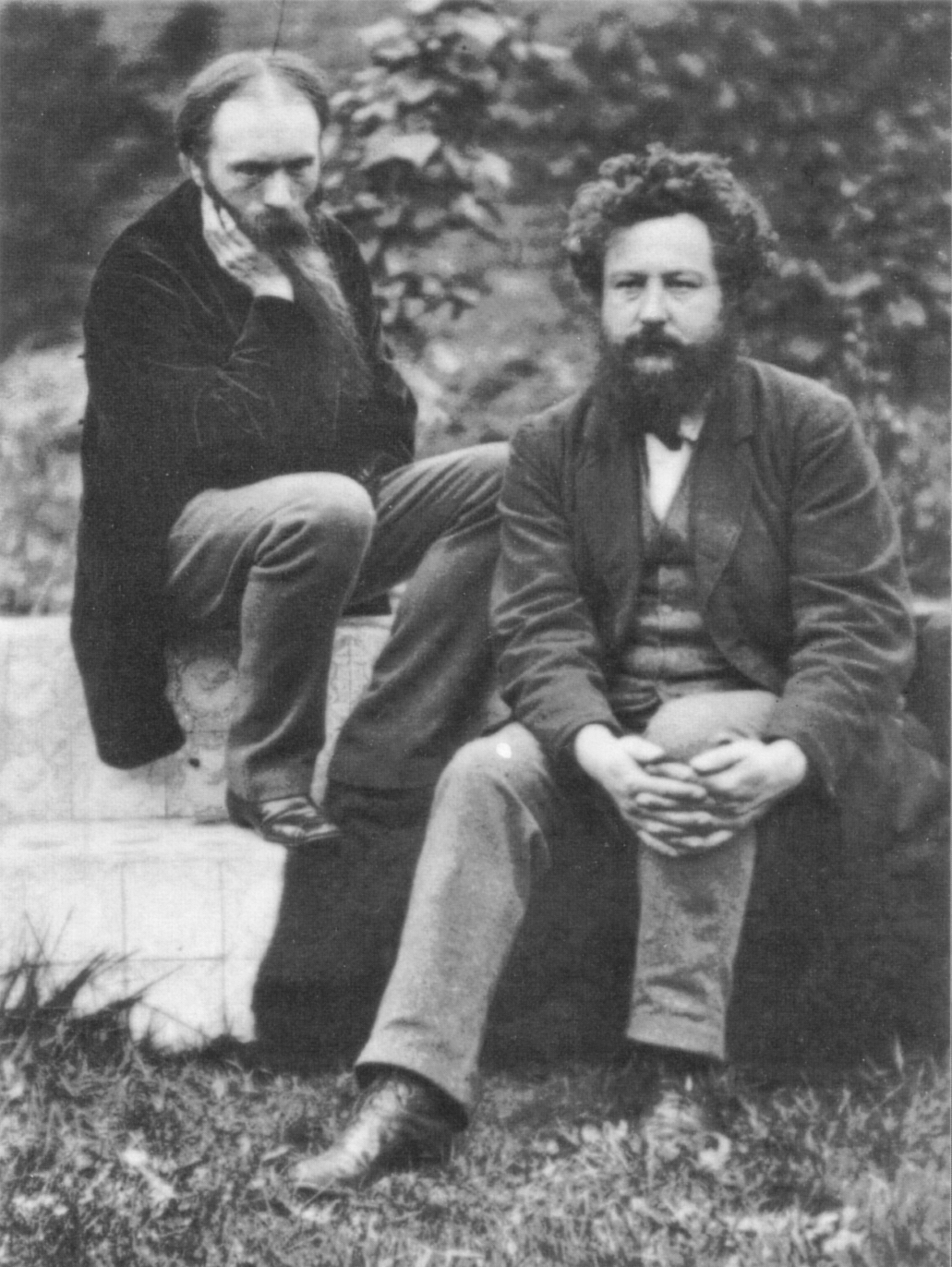
Burne-Jones William Morrisszal Frederick Hollyer 1874-es képén

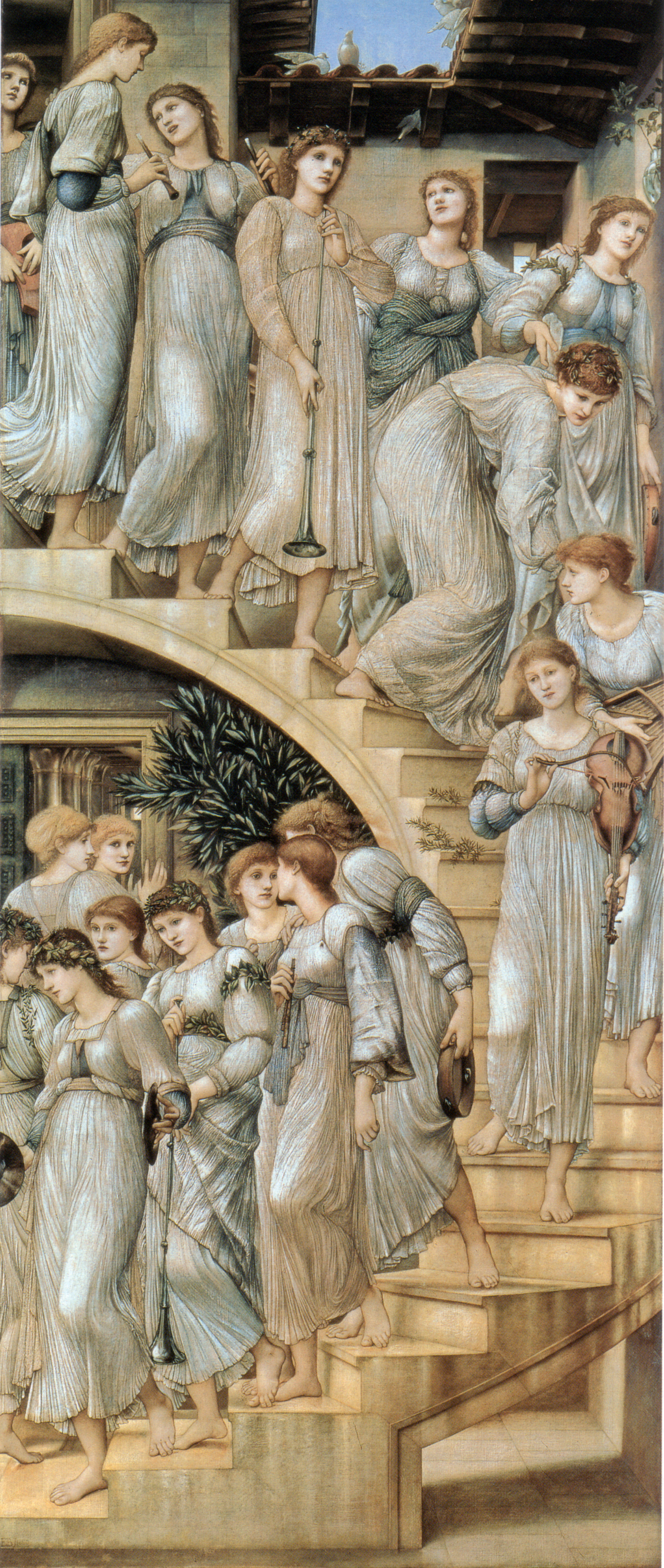
Az aranylépcső (1880)

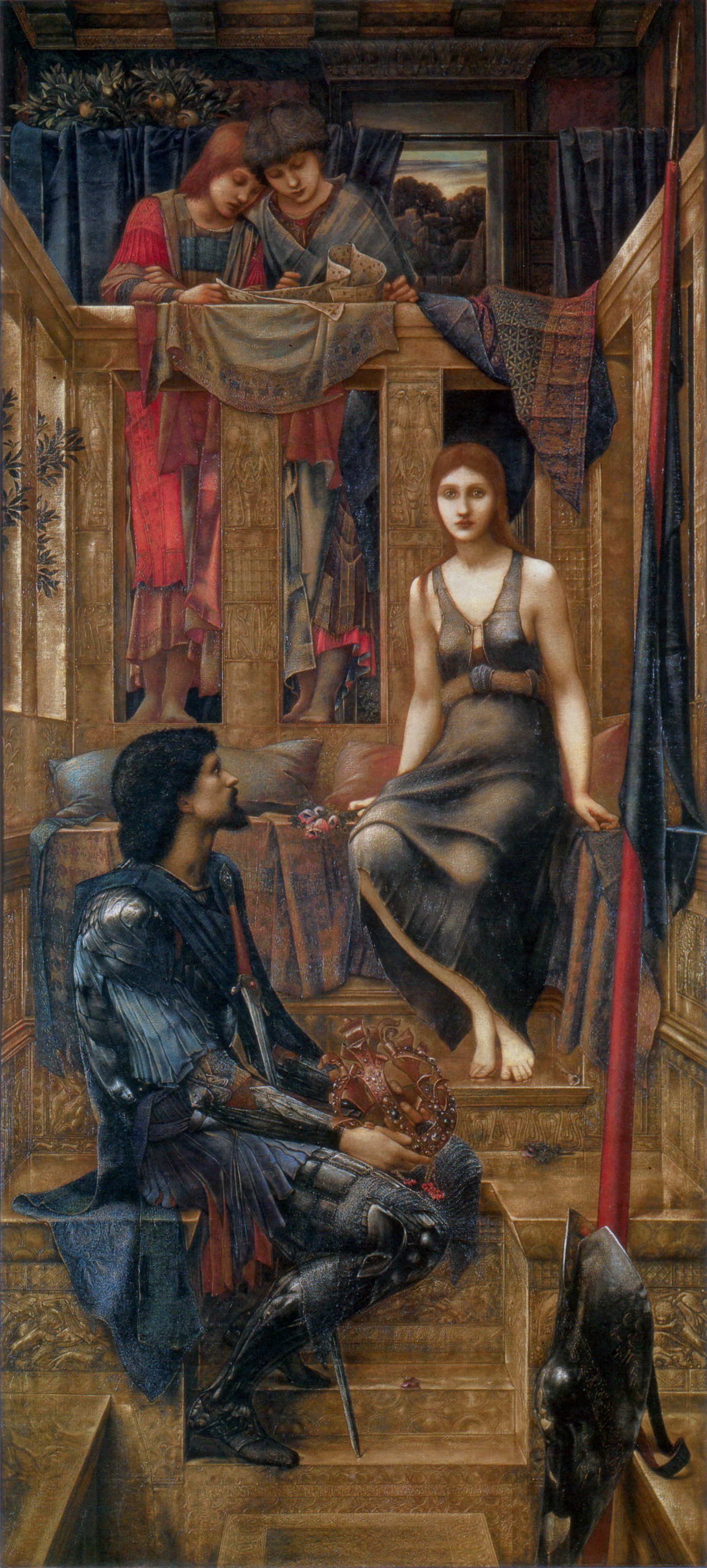
Burne-Jones:Kophetua király és a kolduslány 1884, Tate Gallery, London

Eredeti neve Edward Coley Jones. Oxfordban végezte tanulmányait, itt ismerkedett meg William Morrisszal. Mestere, Dante Gabriel Rossetti biztatására lemondott az egyházi pályáról és a preraffaelita képzőművészetnek szentelte magát. Festményein a dekoratív elemek és az irodalmi (gyakran szimbolikus) elemek dominálnak. Olajfestményeit később főként Botticelli modorában alkotta meg, kései alkotásain a manierizmus felé hajlott. Idealizált nőtípusai a maga korában népszerűek voltak.
Művein számos görög mítoszt ábrázolt, valamint az Arthur-legendát.  Pályája vége felé az iparművészet felé fordult: üvegablakokat, falikárpitokat, mozaikokat, bútordíszeket  tervezett, könyvillusztrálással (pl. 87 illusztráció Chaucer műveinek 1897-es kiadásához) is foglalkozott.
1894-ben lett báró.

## Főbb művei
- Merlin és Vivian (1877),
- Venus tükre (1877);
- Pan és Pszyché (1878)
- Aranylépcső (1880);
- Kophetua király és a kolduslány (1884)
- Pygmalion és Galatea;
- Sibyllák;
- A Perseus-monda (3 képben 1888);
- A bethlehemi csillag (1891)
- Orpheus halála.